# Second Bureau (phim 1935)
Cục thứ hai (tiếng Pháp: Demansème bureau) là một bộ phim tình cảm gián điệp Pháp năm 1935 của đạo diễn Pierre Billon và có sự tham gia của Jean Murat, Véra Korène và Janine Crispin. Bộ phim này dựa trên cuốn tiểu thuyết Văn phòng thứ hai của Charles Robert-Dumas. Năm sau, nó được làm lại như một bộ phim của Anh bởi Victor Hanbury. Cuốn sách này là một trong một loạt điệp viên Ceux du SR được xuất bản tại Pháp bởi Librarie Arthème Fayard vào năm 1934. Các bộ phim được thiết kế bởi đạo diễn nghệ thuật Aimé Bazin.
Capitaine Benoit của cơ quan mật vụ Pháp quản lý để đánh cắp các kế hoạch của máy bay chiến đấu mới của Đức. Tình báo Đức giao cho một trong những nữ đặc vụ hàng đầu của họ thu hồi các thiết kế bị đánh cắp.

## Diễn viên một phần
- Jean Murat trong vai Capitaine Benoit
- Véra Korène trong vai lspspnene Erna Flieder
- Janine Crispin trong vai Dorothee
- Jean-Max trong vai Comte Brusilot
- Pierre Alcover trong vai Weygelmann
- Pierre Magnier trong vai Đại tá Guerraud
- Georges Prieur trong vai tướng Von Raugwitz
- Geno Ferny trong vai trò là người gốc Đức
- Pierre Larquey trong vai trò Colleret
- Jean Galland trong vai Trung úy Van Strammer
- Andrée Moreau trong vai Nageberger
- Henry Bonvallet trong vai Schaffingen

## Tiếp tân quan trọng
Viết cho The Spectator vào năm 1936, Graham Greene đã mô tả bộ phim là "một bộ phim khá buồn tẻ, [và như] một melodrama dài đóng gói". Ngoại trừ cảnh đầu tiên "nham hiểm và châm biếm" được mô tả là "rực rỡ", Greene đưa ra quan điểm rằng trên toàn bộ "bộ phim quá dày với kịch". Vấn đề với thể loại của bộ phim, Greene cho rằng sự châm biếm và hiện thực sẽ có hiệu quả hơn trong việc xử lý các chủ đề của bức tranh.